# Thereus cithonius
Thereus cithonius is een vlinder uit de familie van de Lycaenidae. De wetenschappelijke naam van de soort werd als Polyommatus cithonius in 1823 gepubliceerd door Godart.

## Synoniemen
- Thecla comana Hewitson, 1867
- Thecla lemona Hewitson, 1874
- Thecla peralta Möschler, 1883
- Thecla cambes Godman & Salvin, 1887
- Thecla syvix Dyar, 1916
- Noreena maria Johnson, MacPherson & Ingraham, 1986
- Contrafacia rindgei Johnson, 1989
- Noreena luxuriosa Johnson, 1989
- Noreena pritzkeri Johnson, 1989
- Noreena galactica Johnson, 1989
- Noreena fracta Johnson, 1990